# Henry Laurens

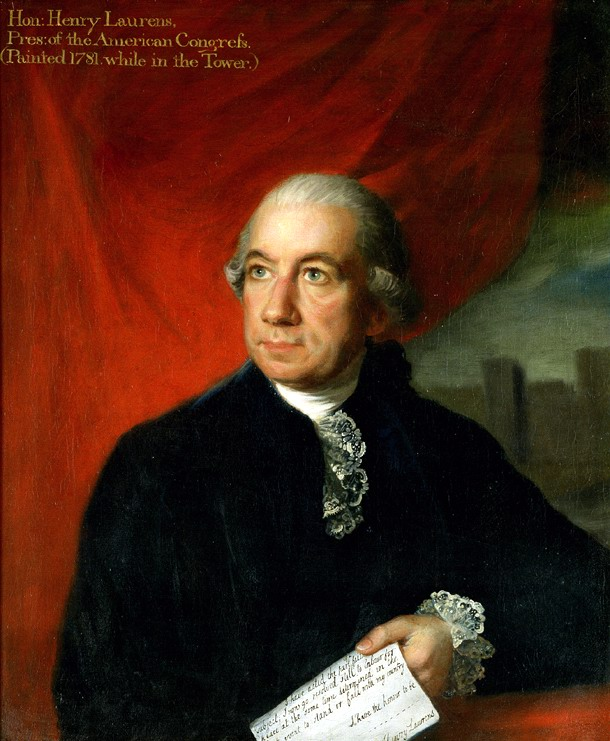
Portret van Henry Laurens tijdens zijn gevangenschap in de Tower van Londen (1781)

Henry Laurens (1724–1792) was een Amerikaanse koopman en plantage-eigenaar uit South Carolina, die tijdens de Amerikaanse Onafhankelijkheidsoorlog een afgevaardigde was in het Continental Congress en later tevens als diplomaat optrad voor de Verenigde Staten.

## Levensloop
Henry Laurens werd geboren op 6 maart 1724 in Charleston, West Virginia. Zijn voorouders waren hugenoten, die in de 17e eeuw van Frankrijk naar de Amerikaanse koloniën waren gemigreerd om vervolging te ontvluchten. Zijn vader John, een eenvoudige zadelmaker, stuurde Laurens op twintigjarige leeftijd naar Engeland, waar hij in de leer ging bij een handelaar die voorheen in Charleston had gewoond. In 1747 keerde hij terug naar de Amerikaanse koloniën om zich als internationale handelaar te vestigen. Laurens nam actief deel aan de driehoekshandel: hij importeerde rum uit de Cariben en slaven uit Afrika, terwijl hij rijst, indigo, huiden en scheepsonderdelen exporteerde. Zijn bloeiende onderneming maakte hem al gauw tot een rijk man.
In 1750 trouwde hij Eleanor Ball. Het echtpaar kreeg twaalf kinderen, maar zeven van hen stierven reeds op jonge leeftijd. Ook Eleanor stierf al in 1770. Zoals veel Amerikaanse kooplui gebruikte Laurens zijn kapitaal in 1772 om grond aan te kopen, in de staat South Carolina. Vier jaar later had hij zijn handelsactiviteiten zelfs volledig opgegeven: zijn plantages waren de nieuwe bron van rijkdom.

## Politieke carrière
Als respectabele handelaar werd Henry Laurens in 1757 lid van de Amerikaanse koloniale vergadering, waarna hij jaarlijks werd herkozen. Tijdens de Amerikaanse Revolutie gaf hij aanvankelijk de voorkeur aan verzoening met Engeland, maar toen de Engelse eisen niet werden afgezwakt schaarde hij zich achter de revolutionairen. In januari 1777 werd hij gekozen tot afgevaardigde van South-Carolina in het tweede Continental Congress, dat als regering van de opstandige Amerikaanse koloniën optrad. Bovendien fungeerde hij van 1 november 1777 tot en met 9 december 1778 als president van het Congress. 

## Ambassadeur in Nederland
In het najaar van 1779 benoemde het Continental Congress Laurens tot gevolmachtigd ambassadeur in de Nederlanden. Allereerst kreeg hij de opdracht mee een lening te bemachtigen, waarmee het Congress hoopte de slepende strijd tegen de Engelsen te financieren. Ten tweede was het zijn taak diplomatieke erkenning van de Verenigde Staten te verkrijgen en een handelsverdrag te sluiten.
Laurens zou zijn bestemming echter nooit bereiken, want reeds voor de kust van Newfoundland werd zijn schip door de Engelsen overmeesterd. Wanhopig gooide hij zijn diplomatieke papieren overboord, maar tevergeefs: de documenten werden tijdig uit de oceaan gevist. Al snel ontdekten de Engelsen dat Laurens een geheim verdrag meedroeg, in 1778 gesloten tussen de Amsterdamse koopman Jean de Neufville en de Amerikaanse diplomaat William Lee. Alhoewel de tekst niet rechtsgeldig was – beide heren hadden op eigen initiatief gehandeld, zonder toestemming van hun beider regeringen – grepen de Engelsen de tekst aan om Nederland de oorlog te verklaren. Dit was het begin van de Vierde Engels-Nederlandse Oorlog (1780-1784).
Hollandse kooplui handelden namelijk al jaren via het eiland Sint Eustatius met de Amerikaanse revolutionairen. Wapens en munitie werden vanuit de Nederlanden naar het eiland verscheept, waar Amerikaanse handelaren ze opkochten. De Engelsen hadden al tevergeefs tegen deze smokkelhandel geprotesteerd; het geheime verdrag in Laurens’ bezittingen kon nu als casus belli worden gebruikt. Laurens werd van hoogverraad beschuldigd en opgesloten in de Tower van Londen. Uiteindelijk kwam hij op 31 december 1781 vrij, in ruil voor de vrijlating van de Engelse generaal Lord Cornwallis, die zich tijdens de Slag bij Yorktown (1781)  aan de Amerikanen had overgegeven.

## Later leven
Laurens was vervolgens als diplomaat aanwezig bij de vredesonderhandelingen om de Amerikaanse Onafhankelijkheidsoorlog te beëindigden; in 1783 resulteerden de besprekingen in de Vrede van Parijs. Het daaropvolgende jaar keerde hij terug naar de Verenigde Staten, waar hij zich echter terugtrok uit de politiek. Hij stierf op 8 december 1792 op zijn landgoed in South Carolina.